# Jan Sarkander
Jan Sarkander (w niektórych publikacjach również Johann Fleischmann; ur. 20 grudnia 1576 w Skoczowie, zm. 17 marca 1620 w Ołomuńcu) – prezbiter, męczennik, święty Kościoła katolickiego, patron Moraw, Śląska, diecezji bielsko-żywieckiej oraz dobrej spowiedzi.

## Życiorys
Urodził się na Śląsku cieszyńskim w Skoczowie. Był synem Grzegorza Macieja Sarkandra i Heleny z domu Góreckiej herbu Kornicz oraz bratem Wacława, Pawła i Mikołaja, który później również został kapłanem. Miał również przyrodniego brata Mateusza, gdyż matka jego po śmierci pierwszego małżonka Welczowskiego (czes. Vlčovský) wyszła za mąż po raz drugi . Sakrament chrztu przyjął w kościele Znalezienia Krzyża Świętego w Skoczowie z rąk ks. Jerzego Kistki.
Mając 13 lat stracił ojca. Matka, przypuszczalnie ze względów finansowych, zdecydowała się z rodziną opuścić Księstwo Cieszyńskie i przenieść się do Příboru na Morawach. Tam uczył się w katolickiej szkole parafialnej. Ukończył niższe studia w kolegium jezuickim w Ołomuńcu, a następnie rozpoczął w 1597 studia filozoficzne na ołomunieckiej akademii, przenosząc się po jej zamknięciu w 1599 do Pragi. W latach 1600–1603 kontynuował studia filozoficzne na Uniwersytecie Karola w Pradze, otrzymując 9 maja 1603 tytuł doktora nauk filozoficznych. 6 września 1604 rozpoczął jezuickie studia teologiczne na Uniwersytecie w Grazu, przerywając je w 1606, na skutek ślubu 3 września z luteranką Anną Plachetską, która niebawem w 1607 zmarła . Powróciwszy po jej śmierci na przerwane studia, 21 grudnia 1607 uzyskał stopień doktora nauk teologicznych, a dzień później przyjął w Kromieryżu niższe święcenia kapłańskie z rąk biskupa ołomunieckiego kard. Franciszka Dietrichsteina. 20 grudnia 1608 w Ołomuńcu przyjął święcenia subdiakonatu z rąk biskupa Jana Civalliego, a 19 marca 1609 święcenia diakonatu. Trzy dni później 22 marca w kościele Apostołów Piotra i Pawła w Brnie przyjął święcenia prezbiteratu.
Początkowo pracował jako wikariusz w parafii św. Piotra i Pawła w Jaktarze koło Opawy, a potem jako zastępca proboszcza w Uničovie (1609–1611). W drugi dzień świąt Bożego Narodzenia 1609 został aresztowany wraz z braćmi Pawłem i Wacławem za pomoc w ucieczce z więzienia swojemu bratu ks. Mikołajowi, zaangażowanemu w sprawy polityczne. Przebywał w tym czasie przez osiem miesięcy w więzieniu, w Kromieryżu, gdzie po uwolnieniu został proboszczem, kolejno: w parafii św. Jana Chrzciciela w Charvátach (1611–1612), a następnie w parafii Najświętszej Trójcy w Zdounkach (1612–1613), od 1613 w parafii św. Jakuba Starszego w Boskovicach i od 1616 w parafii św. Anny w Holeszowie. W tej parafii popadł w konflikt z ewangelikiem Wacławem Bitowskim (czes. Václav Bítovský), właścicielem okolicznych parafii o płacenie należnych dziesięcin, wysyłając skargę do namiestnika Moraw barona Władysława Popiela Lobkovica (czes. Ladislav Popel z Lobkovic).
W czerwcu 1619, krótko po wybuchu wojny trzydziestoletniej, za namową parafian zdecydował się wyjechać z Holeszowa. Odbył wtedy pielgrzymkę do Częstochowy, przebywając około miesiąca w jasnogórskim klasztorze. Z Częstochowy przywiózł kopię cudownego obrazu Matki Bożej, która obecnie znajduje się w kościele Wniebowzięcia Najświętszej Maryi Panny w Uničovie (czes. Kostel Nanebevzetí Panny Marie), gdzie swego czasu był zastępcą proboszcza. W drodze powrotnej do Czech, zatrzymał się w Rybniku, gdzie miał krewnych oraz w Krakowie w jednym z klasztorów.
Powrócił później do Holeszowa i 6 lutego 1620 uchronił miasto przed atakiem i grabieżą lisowczyków. Wyszedł z procesją z Najświętszym Sakramentem by pokazać, że miasto jest katolickie. Lisowczycy odstąpili od Holeszowa. To wydarzenie stało się pretekstem dla protestantów do oskarżenia go o sprowadzenie polskiego wojska na Morawy. Został aresztowany 13 lutego 1620 w miejscowości Troubky i osadzony w ołomunieckim więzieniu.

### Męczeńska śmierć

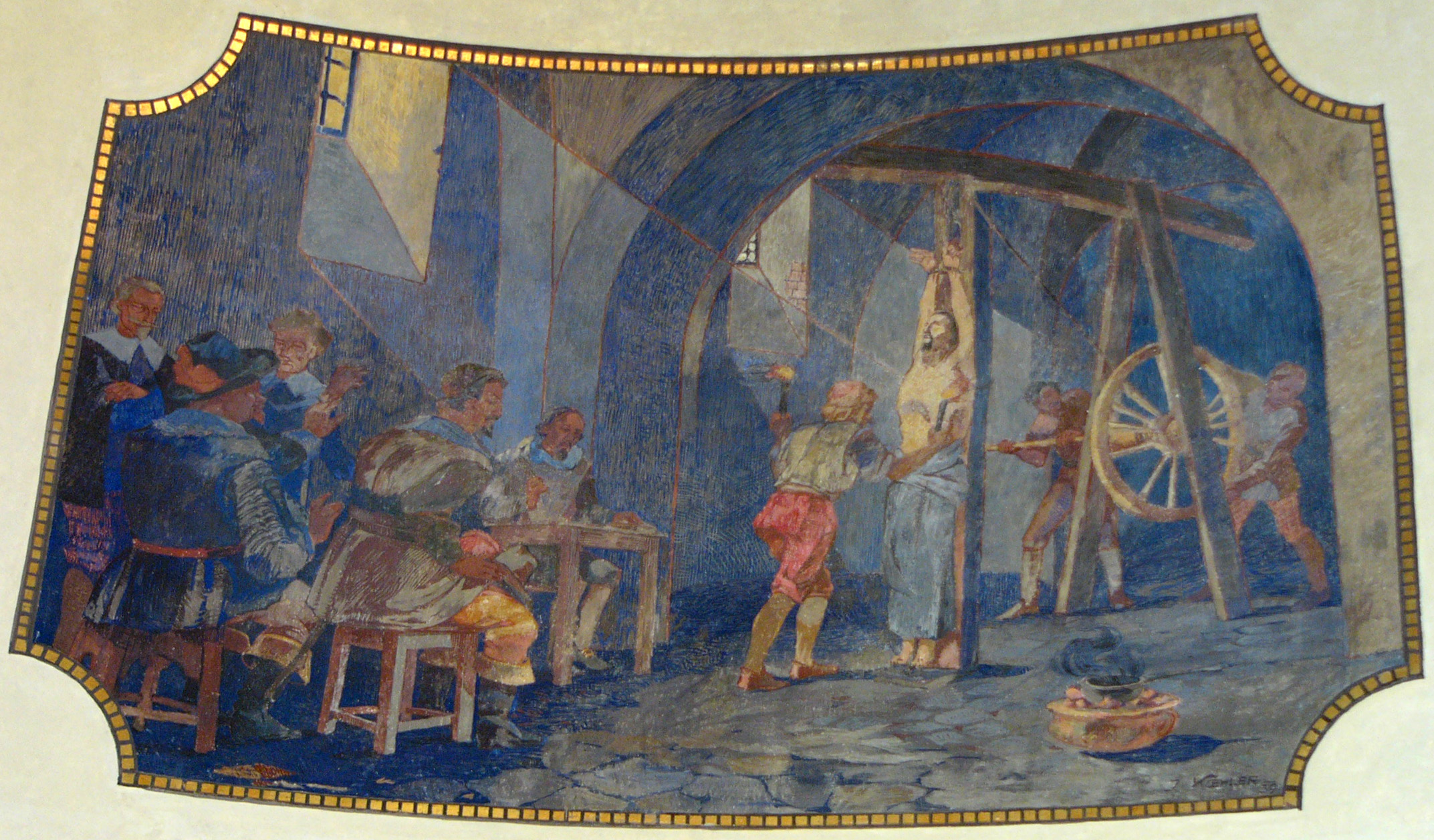
Fresk przedstawiający tortury św. Jana Sarkandra, z kaplicy św. Jana Sarkandra w Ołomuńcu (artysta Jano Köhler)

Pierwsze przesłuchanie odbyło się w dniu aresztowania przed przewodniczącym składu orzekającego, namiestnikiem Moraw Władysławem Velenem Żerotinem (czes. Ladislav Velen ze Žerotína) oraz Wacławem Bitowskim i Beneszem Prażmą, którzy fikcyjnymi zarzutami stawianymi w sposób obraźliwy, wymuszali przyznanie się do sprowadzenia lisowczyków na Morawy i zdradę stanu, grożąc mu torturami. Następnego dnia po jego heroicznym oporze, zaczęto go torturować na tzw. „kole-skrzypcu”, poprzez rozciąganie ciała przez unieruchomienie nóg i jednocześnie napięcie lin przymocowanych do rąk. W trzecim przesłuchaniu 17 lutego obnażone ciało męczennika przypiekano płonącymi pochodniami, a dzień później oprawcy domagając się ujawnienia tajemnicy spowiedzi przystąpili do jeszcze okrutniejszych tortur, poprzez zwiększenie siły rozciągania na skrzypcu, przypiekanie ciała aż do gołych żeber i ściskanie głowy żelazną obręczą. W wyniku głębokich, bolesnych ran powstała gangrena, która 17 marca około godz. 22 spowodowała jego śmierć.
Pogrzeb odbył się 24 marca, a ciało spoczęło tymczasowo w kaplicy św. Wawrzyńca w kościele Maryi Panny Śnieżnej w Ołomuńcu, a następnie od 1794 w kościele św. Michała.

## Wyniesienie na ołtarze
Pierwsze próby wyniesienia męczennika na ołtarze podjął biskup ołomuniecki kard. Karol Liechtenstein oraz jego następca kard. Wolfgang Hannibal von Schrattenbach. W 1720 otworzono jego grób, stwierdzając doskonały stan zwłok. Po zakończeniu procesu beatyfikacyjnego papież Pius IX wydał 11 września 1859 uroczysty dekret uznający Sługę Bożego Jana Sarkandra za błogosławionego, a uroczystość jego beatyfikacji odbyła się w bazylice św. Piotra w Rzymie 6 maja 1860. 22 września 1860 ciało męczennika spoczęło ostatecznie w złocistej trumience nad którą w przeźroczystej gablocie umieszczono jego czaszkę, eksponowaną przy bocznym ołtarzu katedry św. Wacława w Ołomuńcu.

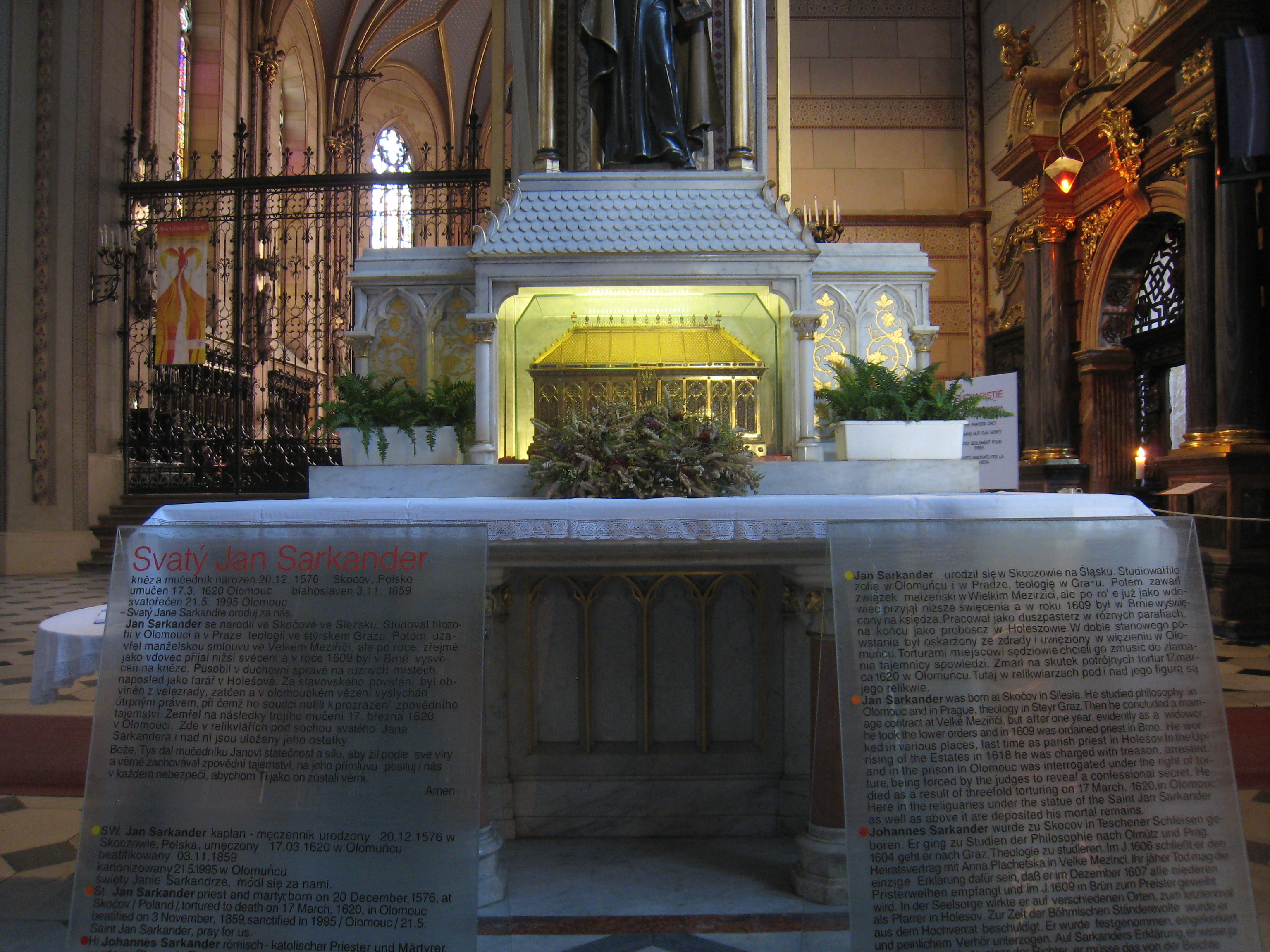
Boczny ołtarz w katedrze św. Wacława w Ołomuńcu ze złocistą trumienką z relikwiami świętego

Na prośbę biskupów z Ołomuńca i Katowic 31 lipca 1981 rozpoczął się proces jego kanonizacji. Do kanonizacji potrzebny był cud za jego wstawiennictwem. Dochodzenie diecezjalne prowadzone w tej sprawie, zostało zakończone 12 lipca 1991 ogłoszeniem dekretu o jego ważności, po czym 26 listopada 1992 odbyło się posiedzenie Rady Lekarskiej dotyczące tego cudu. 5 lutego 1993 odbyła się sesja konsultorów teologicznych, a 9 marca tegoż roku sesja kardynałow i biskupów Kongregacji Spraw Kanonizacyjnych dotyczących postępowania o uznanie przedstawionego cudu.
2 kwietnia 1993 ogłoszono dekret o cudownym uzdrowieniu proboszcza skoczowskiego ks. Karola Pichy , a 5 kwietnia papież św. Jan Paweł II na konsystorzu ogłosił go świętym, po czym 21 maja 1995 kanonizował go w Ołomuńcu wraz ze Zdzisławą Czeską podczas uroczystej mszy świętej jaka odbyła się na płycie lotniska Neředín. Następnego dnia papież udał się do miejsca narodzenia św. Jana Sarkandra, do Skoczowa, gdzie na wzgórzu Kaplicówka sprawował mszę świętą dziękczynną, na której w homilii stwierdził m.in.:

Świadectwo męczenników jest dla nas zawsze jakimś wyzwaniem – ono prowokuje, zmusza do zastanowienia. Ktoś, kto woli raczej oddać życie, niż sprzeniewierzyć się głosowi własnego sumienia, może budzić podziw albo nienawiść, ale z pewnością nie można wobec takiego człowieka przejść obojętnie. Męczennicy mają nam więc wiele do powiedzenia. Jednak przede wszystkim oni pytają nas o stan naszych sumień – pytają o naszą wierność własnemu sumieniu.

## Kult
Kościół katolicki obchodzi liturgiczne wspomnienie św. Jana Sarkandra 30 maja.
Miejscami szczególnego kultu męczennika są Skoczów i Ołomuniec. W Skoczowie przy Rynku 2, w miejscu jego narodzin utworzono muzeum parafialne im. św. Jana Sarkandra ku jego pamięci. W kościele Znalezienia Krzyża Świętego znajduje się kamienna chrzcielnica przy której – według legendy – był ochrzczony, a w sąsiednim kościele Apostołów Piotra i Pawła przechowywany jest od 16 marca 1920 relikwiarz z kawałkiem jego żebra. Miejscem szczególnym jest kaplica tzw. „Na Górce” Kaplicówka, gdzie odbywają się uroczystości ku jego czci.

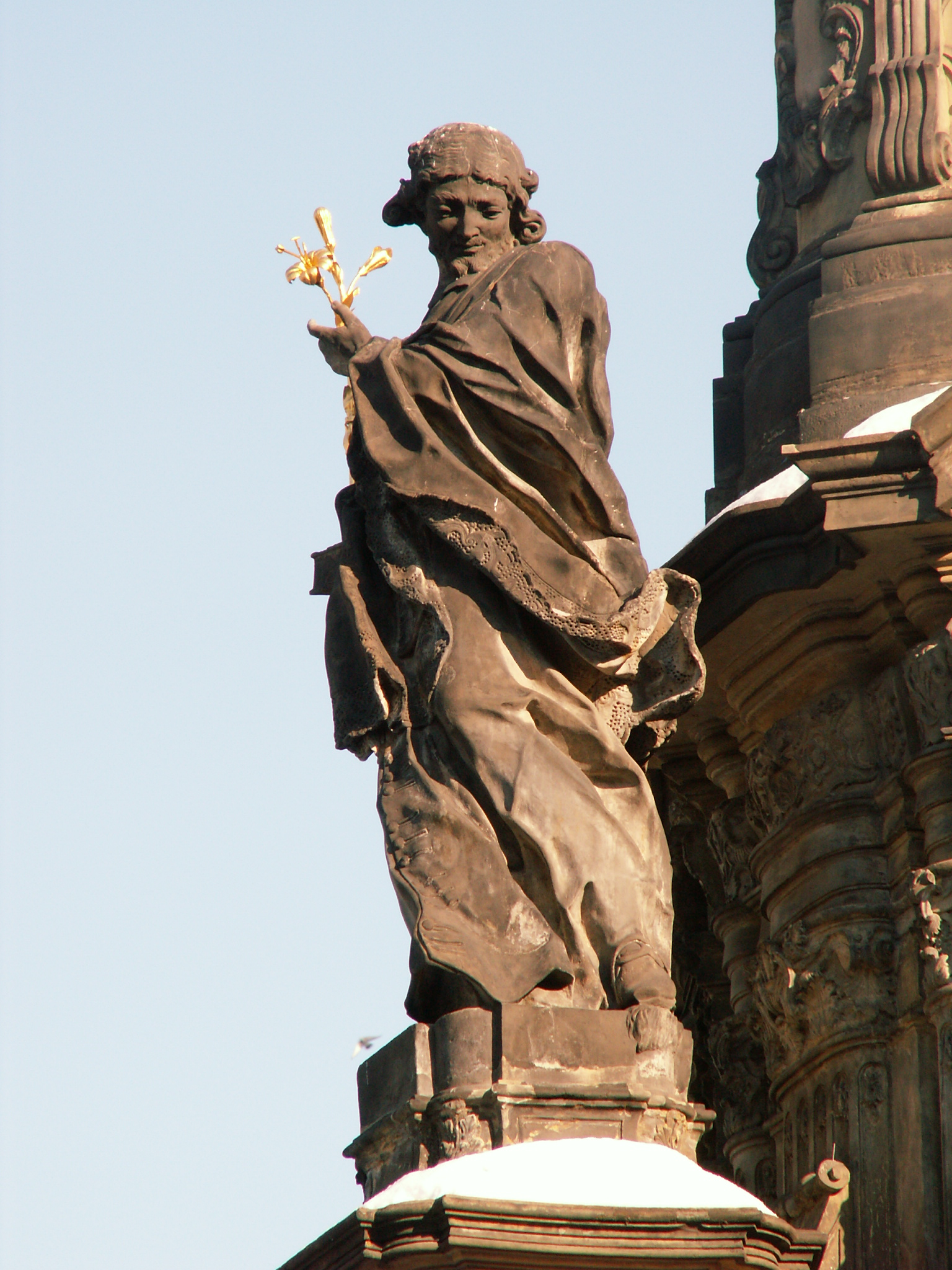
Rzeźba św. Jana Sarkandra na Kolumnie Trójcy Przenajświętszej w Ołomuńcu

W Ołomuńcu poza katedrą, miejscem jego spoczynku szczególną cześć odbiera on w specjalnej kaplicy św. Jana Sarkandra przy ul. Na Hradě, zbudowanej nad piwnicą więzienną, gdzie poniósł śmierć, ze szczególnym eksponatem „kołem-skrzypcem”, narzędziem jego tortur. Do miejsca tego pielgrzymowali m.in. król Polski Jan III Sobieski, cesarz Karol VI Habsburg, cesarz Franciszek I Lotaryński, królowa Maria Teresa Habsburg oraz żona króla polskiego Augusta III Sasa, Maria Józefa Habsburżanka. Rzeźba świętego znajduje się na Rynku Górnym (czes. Horní Náměstí), umieszczona na Kolumnie Trójcy Przenajświętszej w samym centrum miasta. W kościele św. Cyryla i Metodego (czes. Kostel svatého Cyrila a Metoděje) w tym mieście jeden z witraży ukazuje jego sylwetkę wraz ze św. Zdzisławą Czeską.
Ponadto kaplice w czeskich Pašovicach i Vacenovicach poświęcono jego imieniu.
Wiele miejsca poświęcono świętemu w kulturze i sztuce, stawiając figury i malując jego wizerunki. Na przełomie XVII i XVIII wieku powstała w Polsce pieśń o męczeństwie księdza Hymn o św. Janie Sarkandrze . Świętemu poświęcono również film dokumentalny z 1994 w reżyserii Stanisława Janickiego pt. Jan Sarkander ze Skoczowa.
20 sierpnia 1873 na Śląsku Cieszyńskim utworzono towarzystwo oświatowo-wydawnicze pod nazwą „Dziedzictwo bł. Jana Sarkandra dla Ludu Polskiego na Śląsku”, którego celem było szerzenie oświaty na gruncie wiary katolickiej. Stowarzyszenie zostało zlikwidowane decyzją Prezydium Wojewódzkiej Rady Narodowej w Katowicach, 5 grudnia 1950, a następnie reaktywowane 9 listopada 1993 w Cieszynie pod nazwą Stowarzyszenie „Dziedzictwo św. Jana Sarkandra”, mające za cel szerzenie wiary, oświaty, kultury na gruncie katolickim, działalność charytatywną i gospodarczą.
Warto dodać, że w trzech miejscowościach w Polsce, a mianowicie w: Cieszynie, Iłownicy i Skoczowie jedną z ulic nazwano jego imieniem. Ponadto dwa potoki w Cieszynie, będące dopływami potoku Bobrówka nazwano jego imieniem (Sarkander i Sarkandrowiec).